# 東浜出入口

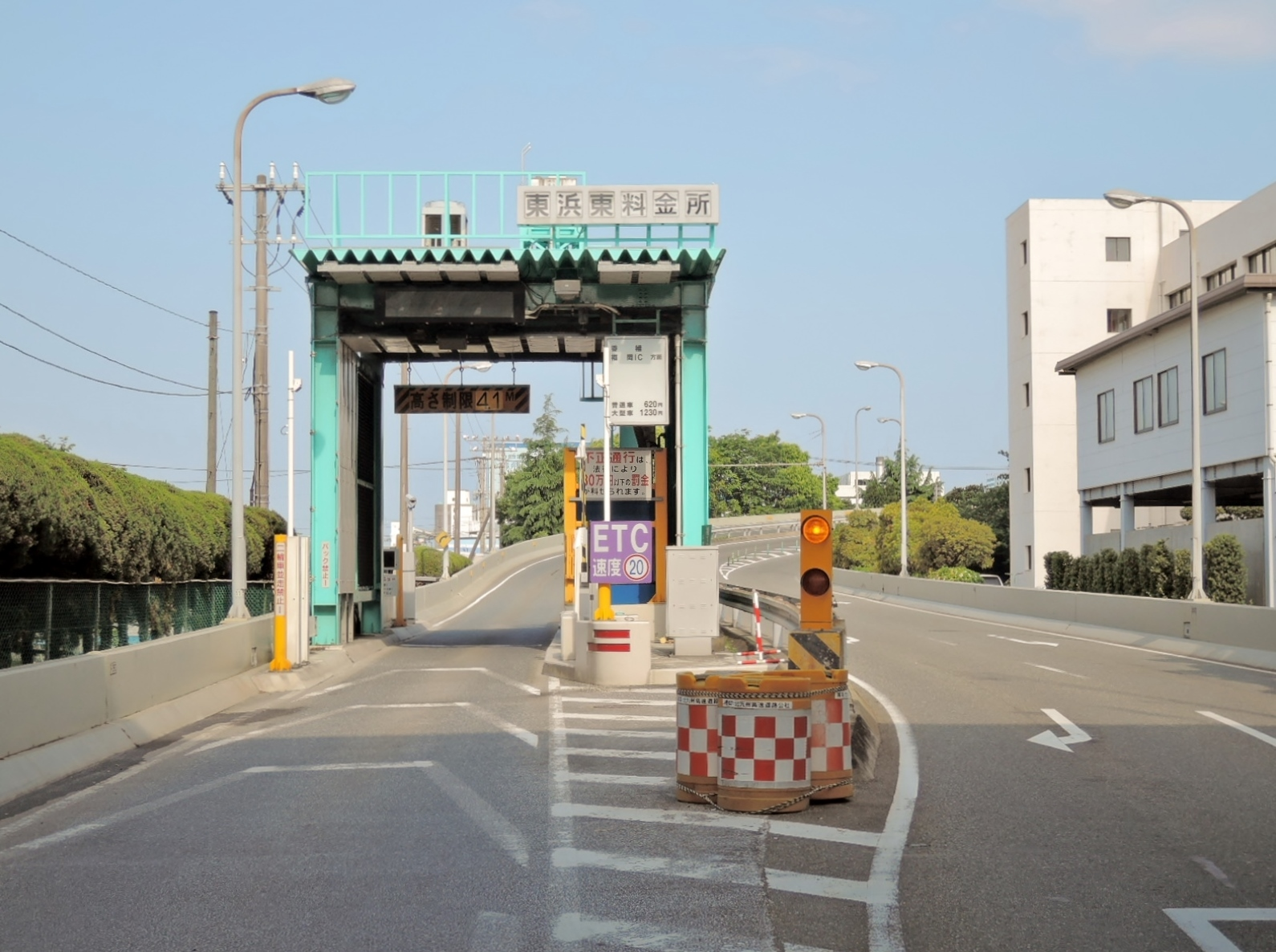
福岡高速道路１号香椎線東浜（東）料金所入口と双方向からの出口

東浜出入口（ひがしはまでいりぐち）は福岡県福岡市東区東浜にある福岡高速道路1号香椎線の出入口。
千鳥橋JCT・天神北・水城方面への入口である東浜西料金所と、香椎・粕屋方面への入口からなる東浜東料金所から成る。本線からのオフランプはいずれの方向からも東浜東料金所に平行して設けられている。
東浜東料金所は高架下の交差点から分岐し、福岡北九州高速道路公社を回り込む構造の急カーブのランプを経て本線と合流する（本線からの出口も同様）。スペースの関係上、本線に加速車線・減速車線が設けられておらず、出入口の前後では本線車道の3車線のうち海側1車線を減速車線・加速車線として使用している。なお、同料金所はアジアハイウェイ1号線  の日本国内の終点となっている。
なお、開通後より名島料金所が供用されるまでの間、当出入口付近に仮設の本線料金所が設置されていた。

## 料金所
ブース数：2

### 東浜東料金所

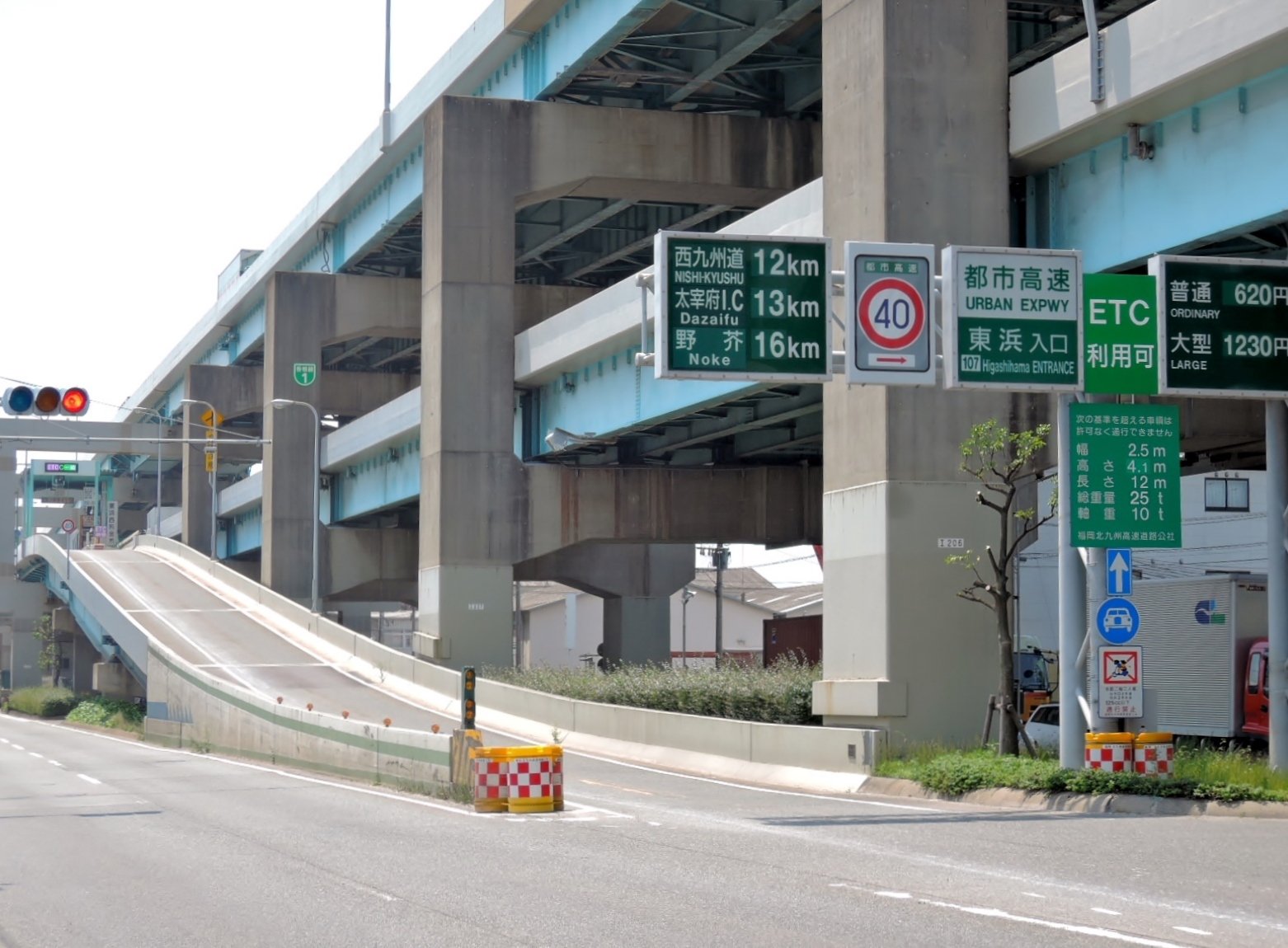
福岡高速道路１号香椎線東浜（西）入口

- ブース数：1
  - ETC/一般：1

### 東浜西料金所
- ブース数：1
  - ETC/一般：1

## 周辺
- 福岡北九州高速道路公社
- 国道3号
- 東浜埠頭
- 福岡市消防局東消防署水上出張所
- ゆめタウン博多
- 九州大学病院キャンパス、九州大学病院

## 隣
福岡高速1号香椎線
(105)箱崎出入口 - (106,107)東浜出入口 - 千鳥橋JCT